# Задоньевский
Задо́ньевский — посёлок Голиковского сельского поселения Елецкого района Липецкой области.

## География
Расположен у железнодорожного моста через Дон по линии Грязи — Елец.
Возник в 1939 году как посёлок Донского каменного карьера. Нынешнее название ему присвоено в 1976 году; оно связано с расположением селения за Доном.
Юго-западнее Задоньевского находится станция Дон.

## Население
| 1997 | 2010 |
| ---- | ---- |
| 136  | ↘105 |